# Étienne Leroux
Frédéric Étienne Leroux, född 1836, död 1906, var en fransk skulptör.
Leroux, som var lärjunge av Jouffroy, är mest känd genom bronsstatyn Blomsterhandlerska (1866, i Luxemburg), Demosthenes vid havet, Moder med sitt barn och en berömd staty av Jeanne d’Arc (1880; i Compiègne).